# Tranvia Bergamo-Soncino
La tranvia Bergamo-Soncino era una linea tranviaria extraurbana che collegava Bergamo a Soncino tra gli anni ottanta del XIX secolo e il 1931.

## Storia

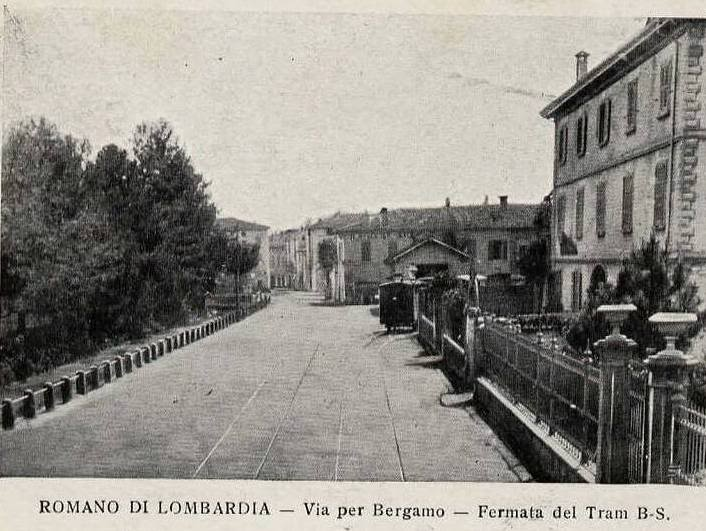
Romano di Lombardia, fermata

Il primo progetto di collegare Bergamo a Romano di Lombardia e Soncino con una tranvia a trazione meccanica fu presentato nel 1879 alle amministrazioni provinciali di Cremona e della città orobica dal cavalier Cambiaggio il quale operava per conto del signor Bernando Nunzio. Due anni dopo, Cambiaggio cedette la concessione ai signori Schanzer e Auban.
Il 30 maggio 1882 fu approvata la convenzione. Il primo tronco ad essere completato fu quello tra Bergamo e Ghisalba: fu inaugurato il 20 ottobre 1884 e fu aperto all'esercizio il 19 o il 20 del mese seguente.
Il 28 novembre risulta che il consiglio provinciale di Cremona approvò il trasferimento della concessione alla belga Société Générale des Chemins de Fer Economiques (SE, anche Compagnia Generale delle Ferrovie Economiche) che aveva ottenuto in precedenza dalla provincia di Bergamo quella relativa alla ferrovia per Ponte Selva, a quel tempo aperta fino ad Albino. Il trasferimento risulta in seguito confermato dalla provincia di Bergamo nel 1886 e dalla deputazione cremonese il 4 settembre 1887. Nello stesso periodo, la prefettura di Bergamo rilasciò diversi provvedimenti di autorizzazione all'esercizio.
Il tronco fra Ghisalba e Soncino fu aperto il 15 gennaio 1888 e da quell'anno iniziarono i cinquant'anni di durata della concessione tranviaria. Avendo il medesimo concessionario in comune, il materiale rimorchiato della tranvia era spesso impiegato sulla ferrovia della Valle Seriana, per cui le locomotive di quest'ultima furono dotate di un terzo respingente e di attacchi tranviari.
Legata agli eventi della linea per Ponte Selva e Clusone, il cambio di concessionario del 14 gennaio 1918 fu dovuto ad un medesimo atto che riguardò l'uscita della società belga dall'esercizio della ferrovia. Nella gestione della Bergamo-Soncino subentrò quindi la Società Anonima Ferrovia Valle Seriana (FVS).
Dopo la prima guerra mondiale, la FVS manifestò l'intenzione di abbandonare l'esercizio della tranvia. Nel 1921, a seguito dell'opposizione alla chiusura da parte delle amministrazioni locali e dell'opinione pubblica, l'impresa ferroviaria decise di donare impianti e materiale rotabile alle due province. Per garantirne l'esercizio, le due amministrazioni stipularono una convenzione provvisoria con le due società che gestivano rispettivamente la tranvia Bergamo-Trescore-Sarnico (BTS) e quella della val Cavallina (TVC). La nuova convenzione durò dal 1º agosto al 31 dicembre 1921 e vide il trasferimento del materiale rotabile dalla stazione di Bergamo FVS a quella in comune alle due linee tranviarie.
In seguito e fino al 1931, l'esercizio fu espletato dalla Società Tranvie Bergamasche, una sigla riportata negli atti pubblici e nella corrispondenza ufficiale. Il servizio tranviario fu mantenuto grazie alle nuove sovvenzioni che furono fornite all'esercente da entrambe le province.
Nel 1929 fu avanzato dalla Tramvie Provinciali Cremonesi e dalla provincia di Bergamo il progetto di costruzione di una linea ferroviaria Bergamo-Soncino che avrebbe dovuto sostituire la tranvia. Tuttavia, la crisi del 1929 si fece sentire nell'ambito del trasporto di merci e la chiusura della Lodi-Crema-Soncino, avvenuta nell'aprile 1931, accelerò la soppressione della tranvia. Il 31 luglio cessò il servizio tranviario sostituito da un'autolinea mantenuta dall'impresa Margiotta fino al 31 dicembre 1982, quando subentrò la Società Autoferrovie Bergamo (SAB). I binari furono rimossi a partire dal settembre 1931.

## Caratteristiche
|  |  | Unused urban continuation backward |

| Continuation backward |  | Unused straight waterway |  |  |

| Station on track | Unknown route-map component "exKBHFa" | Unknown route-map component "uexBHF" |  | Unknown route-map component "exKBHFa" |

| Unknown route-map component "LSTR" | Unknown route-map component "exSTRl" | Unknown route-map component "uexmKRZ" | Unknown route-map component "exSTR+r" | Unknown route-map component "exSTR" |

| Unknown route-map component "LSTR" |  | Unused straight waterway | Unknown route-map component "exCONTf" | Unknown route-map component "exCONTf" |

| Unknown route-map component "LSTR" |  | Unknown route-map component "uexHST" |  |  |

| Unknown route-map component "LSTR" |  | Unknown route-map component "uexBHF" |  |  |

| One way leftward | Station on transverse track | Unused waterway under railway bridge | Unknown route-map component "CONTfq" |  |

|  |  | Unknown route-map component "uexBHF" |

|  |  | Unknown route-map component "uexBHF" |

|  |  | Unknown route-map component "uexBHF" |

|  |  | Unknown route-map component "uexBHF" |

|  |  | Unknown route-map component "uexBHF" |

|  | Unknown route-map component "CONTgq" | Unknown route-map component "uxmKRZ" | Unknown route-map component "CONTfq" |  |

|  |  | Unknown route-map component "uexBHF" |

|  |  | Unknown route-map component "uexBHF" |

|  |  | Unknown route-map component "uexBHF" |

|  |  | Unknown route-map component "uexBHF" |

|  |  | Unknown route-map component "uexBHF" |

|  | Unknown route-map component "uexSTR+l" | Unknown route-map component "uexKRZ" | Unknown route-map component "uexCONTfq" |  |

|  | Unknown route-map component "uexSTRl" | Unknown route-map component "uexABZg+r" |  |  |

|  |  | Unknown route-map component "uexBHF" |

|  |  | Unused urban continuation forward |

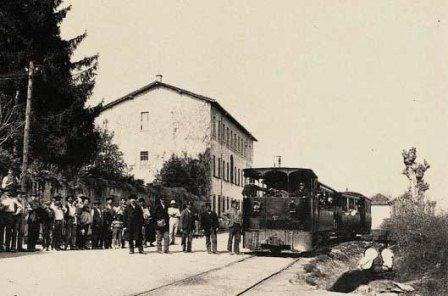
Ghisalba, fermata tram

La linea fu una tranvia interurbana a vapore. Lunga circa 41 km, fu realizzata a semplice binario, adottando lo scartamento ordinario da 1445 mm.
Ai convogli fu imposta una velocità massima di 18 km/h.

### Percorso
A Bergamo la linea partiva dal piazzale della stazione della ferrovia della Valle Seriana, presso il primo binario del quale iniziava la tranvia interurbana per Lodi, dato che secondo la convenzione del 1882, la tranvia per Soncino doveva essere raccordata ad entrambe le linee. In uscita dalla stazione bergamasca la tranvia percorreva un terrapieno, posto sulla destra della trincea impiegata dalle linee ferroviarie per Ponte Selva e per Piazza Brembana, allo scopo di portarsi al livello di via Borgo Palazzo, dove si trovava la fermata omonima.
All'altezza di via Borgo Palazzo era presente l'asta diretta alle officine omonime, utilizzate anche dalla FVS, e, almeno dal 1921, il raccordo con le linee tranviarie per Sarnico e la valle Cavallina.
La linea percorreva la strada per Seriate, dove la stazione era posta nei pressi della chiesa. Poi si immetteva sulla strada per Palazzolo sull'Oglio, abbandonandola all'altezza delle Bettole di Cavernago a favore della strada per Romano di Lombardia e Soncino.
Venivano attraversati poi in successione i comuni bergamaschi di Ghisalba, Martinengo, Romano di Lombardia, Covo, Antegnate e Fontanella per entrare in provincia di Cremona all'altezza delle Marzuole.
Dopo aver attraversato il centro di Gallignano di Soncino, la linea veniva attraversata a raso dalla Brescia-Soncino all'altezza della circonvallazione del comune cremonese. Dopo aver percorso il centro storico e via Borgo Sera, la tranvia giungeva alla stazione tranviaria terminale, dove si attestavano anche le linee per Lodi e per Brescia.

## Materiale rotabile
Sulla tranvia risultano avere prestato inizialmente servizio quattro locomotive a vapore di tipo tranviario costruite dalla Maschinenfabrik Esslingen, immatricolate nella serie 1÷4. A esse, nel 1915, se ne affiancò una quinta, di costruzione Breda, ammessa come le precedenti alla velocità massima di 30 km/h. Tali unità, che talune fonti indicano erroneamente come "di costruzione belga" erano soprannominate Italia, Seriate, Ghisalba, Romano e Soncino.
Alla chiusura della linea Bergamo-Treviglio-Lodi la TBS acquisì dalle Tramways a Vapore Interprovinciali di Milano, Bergamo e Cremona (TIP) due ulteriori unità, anch'esse a due assi, denominate Martinengo e Bergamo, che si distinguevano dalle precedenti, nere, per la verniciatura in marrone scuro. Unità analoghe alle 1÷4 della Bergamo-Romano-Soncino erano le locomotive 45-46 delle TIP usate sulla relazione da Milano verso Cremona e le unità 5-6 della tranvia Torino-Settimo Torinese.
Le carrozze che prestavano servizio sulla Bergamo-Soncino erano di colore blu ametista.